# Something Borrowed (How I Met Your Mother)
Something Borrowed är det tjugförsta avsnittet av andra säsongen av TV-serien How I Met Your Mother. Det hade premiär på CBS den 7 maj 2007.

## Sammandrag
Allt som kan går fel på Lily och Marshalls bröllopsdag, men Barney finner en lösning. 

## Handling
Det är den stora dagen då Marshall och Lily ska gifta sig. Från början siktade de på ett intimt bröllop under bar himmel, men de har fått ändra planerna och har nu ett hundratal gäster. Inget verkar dock gå bra. Lilys pojkvän från high school, Scooter, dyker upp för att vinna tillbaka henne. Blommorna är försenade. Fotografen har skadat sig. Harpisten som ska spela på bröllopet har födslovärkar. Lilys slöja blir förstörd. Lily håller masken först, men kan inte låtsas att hon inte bryr sig och bryter ihop över att hela vigseln faller i bitar.
Marshall har det inte mycket lättare. En av Lilys släktingar skulle fixa hans frisyr och gav honom slingor i håret, vilket inte alls ser bra ut. I paniken rakar han av ett stort stycke av håret. 
Marshall och Lily tar med sig sina vänner ut i trädgården för att försöka lugna ner sig, och får syn på varandra. De tänker ställa in vigseln, men Ted får en idé. Eftersom de har önskat sig ett litet intimt bröllop utomhus kan de gifta sig i trädgården och sedan gå in och genomföra det havererade bröllopet. Barney har dessutom nyligen skaffat sig vigselrätt.
De lånar en hatt åt Marshall och gifter sig med Ted och Robin som vittnen. Den evige singeln Barney försöker skämta bort saken, men har svårt att hålla tårarna borta. Därefter går de in. Allt går mycket riktigt på tok, men de berättar inte för de andra gästerna att de redan har gift sig "på riktigt".

## Kulturella referenser
- Musiken som spelas alldeles i början av avsnittet, när det historiska huset Van Smooth House presenteras, är La Réjouissance ur Music for the Royal Fireworks av Georg Friedrich Händel.
- När Marshall har slingor i håret säger han att han ser ut som en av medlemmarna i Backstreet Boys.
- Efter att Marshall har rakat huvudet säger han att han ska ge sig av och aldrig komma tillbaka. Han ska "hitta pengarna under stenen vid trädet och leva med killarna på stranden i Zihuatanejo". Han refererar till filmen Nyckeln till frihet. Ted påpekar att "killarna på stranden" är brottslingar, men Marshall säger att Andy (en karaktär i filmen) var falskt anklagad.
- Marshall nämner andra personer som har rakat huvudet, som Britney Spears, Bruce Willis och Michael Jordan.
- I sitt försök att vinna tillbaka Lily tänker Scooter citera låten November Rain av Guns N' Roses.
- Melodin som vaktmästaren spelar på gitarr under vigseln är Herz und Mund und Tat und Leben av Johann Sebastian Bach.